# KSBS-FM
KSBS-FM（92.1 FM  "Island 92"）是位于美属萨摩亚的一个商业广播电台，在1988年4月14日开播。发射地位于帕果帕果，覆盖整个美属萨摩亚。该电台的广播执照于2012年1月发放，属于萨摩亚科技公司。

## 概况
KSBS-FM的呼号于1988年4月6日确定。主要节目内容有波利尼西亚文化、怀旧金曲和轻音乐节目。在星期日上午每逢整点还会转播来自全国公共广播电台、美国之音、英国广播公司、澳洲广播电台和新西兰国际广播电台的新闻节目。